# Lasioglossum michaelseni
Lasioglossum michaelseni là một loài Hymenoptera trong họ Halictidae. Loài này được Friese mô tả khoa học năm 1916.